# Філіпе Сампайо
Філіпе Сампайо Азеведу або просто Філіпе Сампайо (порт.-браз. Philipe Sampaio Azevedo; нар. 11 листопада 1994, Сан-Паулу, Бразилія) — бразильський футболіст, центральний захисник «Ботафого».

## Життєпис
Народився в Сан-Паулу. Вихованець юнацької академії «Сантуса», звідки 2014 року перейшов в оренду до «Паулісти» з Ліги Паулісти.
24 липня 2014 року вирушив до Португалії, щоб пройти перегляд у «Боавішті», який виявилася успішним і 19-річний гравець підписав контракт на три сезони. На професіональному рівні дебютував за клуб з Порту 24 серпня 2014 року в поєдинку проти «Бенфіки». 28 вересня відзначився першим голом у кар'єрів переможному (3:2) поєдинку проти «Жил Вісенте» (встановив рахунок 1:1).
2 липня 2017 року підписав 4-річний контракт з «Ахматом». 3 липня 2018 року вільним агентом залишив грозненський клуб.
21 серпня 2018 року повернувся до Португалії, де уклав договір з «Фейренсі». Рік по тому перейшов до «Тондели», з яким підписав 2-річний контракт.
1 липня 2020 року підписав 4-рирічний контракт із клубом Ліги 2 «Генгам».
9 березня 2022 року повернувся до Бразилії, де підписав 3-річний контракт з «Ботафого».

## Статистика виступів

### Клубна
Станом на 13 травня 2018
| Клуб              | Сезон             | Ліга               | Ліга  | Ліга | Кубок | Кубок | Континентальні | Континентальні | Інші  | Інші | Загалом | Загалом |
| Клуб              | Сезон             | Дивізіон           | Матчі | Голи | Матчі | Голи  | Матчі          | Голи           | Матчі | Голи | Матчі   | Голи    |
| ----------------- | ----------------- | ------------------ | ----- | ---- | ----- | ----- | -------------- | -------------- | ----- | ---- | ------- | ------- |
| «Пауліста»        | 2014              | Ліга Пауліста      | 2     | 0    | 0     | 0     | –              | –              | –     | –    | 2       | 0       |
| «Боавішта»        | 2014–15           | Прімейра-Ліга      | 23    | 1    | 0     | 0     | –              | –              | 3     | 0    | 26      | 1       |
| «Боавішта»        | 2015–16           | Прімейра-Ліга      | 12    | 0    | 1     | 0     | –              | –              | 1     | 0    | 14      | 0       |
| «Боавішта»        | 2016–17           | Прімейра-Ліга      | 25    | 1    | 1     | 0     | –              | –              | 1     | 0    | 27      | 1       |
| «Боавішта»        | Загалом           | Загалом            | 60    | 2    | 2     | 0     | 0              | 0              | 5     | 0    | 67      | 2       |
| «Ахмат» (Грозний) | 2017–18           | Прем'єр-ліга Росії | 15    | 1    | 0     | 0     | –              | –              | –     | –    | 15      | 1       |
| «Ботафого»        | 2022              | Ліга Каріока       | 1     | 0    | 0     | 0     | –              | –              | –     | –    | 1       | 0       |
| Усього за кар'єру | Усього за кар'єру | Усього за кар'єру  | 77    | 3    | 2     | 0     | 0              | 0              | 5     | 0    | 84      | 3       |

примітки
1. ↑  Три матчі в Кубку ліги Португалії
2. ↑  Один матч у Кубку ліги Португалії
3. ↑  Один матч у Кубку ліги Португалії